# Crystal Falls (Míchigan)
Crystal Falls es una ciudad ubicada en el condado de Iron en el estado estadounidense de Míchigan. Es sede del condado de Iron. En el Censo de 2010 tenía una población de 1469 habitantes y una densidad poblacional de 156,77 personas por km².

## Geografía
Crystal Falls se encuentra ubicada en las coordenadas 46°5′25″N 88°19′17″O / 46.09028, -88.32139. Según la Oficina del Censo de los Estados Unidos, Crystal Falls tiene una superficie total de 9.37 km², de la cual 8.99 km² corresponden a tierra firme y (4.01%) 0.38 km² es agua.

## Demografía
Según el censo de 2010, había 1469 personas residiendo en Crystal Falls. La densidad de población era de 156,77 hab./km². De los 1469 habitantes, Crystal Falls estaba compuesto por el 96.87% blancos, el 0.2% eran afroamericanos, el 0.75% eran amerindios, el 0.2% eran asiáticos, el 0% eran isleños del Pacífico, el 0.14% eran de otras razas y el 1.84% pertenecían a dos o más razas. Del total de la población el 1.02% eran hispanos o latinos de cualquier raza.